# Chandani
Chandani (nepalski: चाँदनी) – gaun wikas samiti w zachodniej części Nepalu w strefie Mahakali w dystrykcie Kanchanpur. Według nepalskiego spisu powszechnego z 2001 roku liczył on 2962 gospodarstw domowych i 16 847 mieszkańców (8274 kobiet i 8573 mężczyzn).